# オレンジ色 (秋山奈々の曲)
『オレンジ色』（オレンジいろ）は、秋山奈々の2枚目のシングル。

## 収録曲
1. オレンジ色 （作詞：山本健太郎・高砂栄子　作曲：山本健太郎　編曲：菅原サトル）
2. tiptoe （作詞：高浪敬太郎　作曲：高浪敬太郎　編曲：菅原サトル）
3. オレンジ色(instrumental) （作曲：山本健太郎　編曲：菅原サトル）
4. tiptoe(instrumental) （作曲：高浪敬太郎　編曲：菅原サトル）

## 概要
- 前作は両A面であったが、今作はA面とc/w（B面）に分かれている。
- 初回限定盤・通常盤ともCD-EXTRA仕様である。
- リリース決定にあたり、2ndシングル発売記念のイベントが開催された。
- CDジャケット撮影時の衣装は、秋山自身がスタイリストとして選んでいる。
- キャッチフレーズは「瞬間の微熱に、つつまれたんだ。」

## 解説
オレンジ色
- 本作品のタイトル曲。オレンジ色=「夕焼け」と「朝焼け」を背景に展開するストーリーに、青春の心理描写を描いた曲。
- 詞の制作は前作と同様、秋山も作詞ミーティングに参加し制作された。
- コーラスは、秋山自身が担当している。

tiptoe（ティプトゥー）
- 今作のc/w曲。
- 曲名の「tiptoe」は英語で「つま先」「つま先で歩く」（転じて「背伸び」）という意味である。
- hàlの同名曲（アルバム『way of my attitude』収録分）のカバーで、大人と子供の間で微妙に揺れ動く心、情緒を描いた曲。

## 備考

### チャート / セールス
- 初登場 58位
- 登場回数 3週

### 仕様・付属
- 初回限定盤

トレーディングカード（6種類あり、ランダムで1枚が封入されている）
CDエキストラ映像「mini live tour 2006」
- 通常盤

初回限定盤のジャケットとは別。
CDエキストラ映像「わかってくれるともだちはひとりだっていい」PV